# アレックス・シアラー
アレックス・シアラー（Alex Shearer、1949年6月25日 - ）は、イギリスの小説家。

## 来歴
30以上の仕事を経験後、29歳の時にテレビのシナリオライターとして認められた。テレビ、映画、舞台、ラジオ劇の脚本家として14年間活躍し、その後、小説執筆に専念。
処女作は、1996年の『The Dream Maker』。特に児童冒険小説に人気があり、世界的なベストセラー作家として評価されている。
イギリスの批評では、チルドレンとYA（ヤングアダルト）のジャンルの作家と位置づけられているが、作品は広いジャンルに渡っている。2009年2月2日に行われたジュンク堂書店池袋店のトークショーでは、自身もジャンル分けされることを嫌っていると述べた。シリーズものを書くことがなく、毎回新しいテーマに挑戦している。元シナリオライターであるためか、家庭内での些細な出来事や街中でのちょっとした事件などから題材を取り上げて、それを深く掘り下げるのが得意。また執筆スピードが速く、同トークショーでは『青空のむこう』を3週間で書き上げたと自身語った。年に2冊のペースで執筆していて、すでに25タイトル以上が出版されている。

## 人物
イギリスのサマセット州在住。妻ジェーン（Jane　Shearer）との間に息子と娘がいる。趣味は、自転車、ギター演奏。自転車旅行が目的で、一人で中国やオーストラリアに行った事がある。シアラーは、自身の子供に出版前の作品の原稿を渡して読ませることもあるという。

## 日本での影響
求龍堂から出版されている『青空のむこう』、『13ヶ月と13週と13日と満月の夜』、『チョコレート・アンダーグラウンド』、『スノードーム』4作の日本国内販売部数は、100万部を突破している。求龍堂によると、これら作品の購買層は女子中高生が3割。20代の女性が2割で、男女比でも75%が女性である。特に日本の若い女性に人気がある。また『青空のむこう』は中学生のための国語のおすすめ50冊に選出されている。
『チョコレート・アンダーグラウンド』は、児童冒険小説でありながら長期間にわたりじわじわと販売部数が伸びている。これは、求龍堂が行った書店への口コミによる販売戦略が成功した結果でもある。
また、堀北真希や上野樹里、多部未華子などが、お気に入りの本としてシアラーの作品を挙げしている。
2007年2月13日放送のNHKハイビジョン特別番組「輝く女たち」上野樹里編で、上野樹里がシアラー邸を訪問しインタビューを行っている。
2009年1月31日のアニメ映画『チョコレート・アンダーグラウンド』の劇場公開に際して、プロデューサー（白川洋次郎）の仲介によって出版元の求龍堂と映画化権をもつミューズインターから招待され、夫人とともに初めての来日を果たした。夫人は、「ヨーロッパまでの旅行は家族でよくしますが、夫婦でアジアまで足を伸ばすような海外旅行は初めてです。京都にも旅行ができてこんな素晴らしいことはありません。日本の読者の声を聞いて感動しました。アレックスが、こんなに人気のある作家だということを再認識しました。」と述べている。

## 著書

### 単著
日本語訳されている著書
《》内は原題
- 『青空のむこう』 金原瑞人訳(求龍堂 2002年5月) ISBN 9784763002112 《The Great Blue Yonder (2001年7月)》
  - ジュニア版(2004年11月) ISBN 4763004387
- 『魔法があるなら』 野津智子訳(PHP研究所 2003年2月) ISBN 9784569626680　《The Greatest Store in the World (1999年12月)》
  - PHP文庫版(2005年11月)　ISBN 4569664822
  - 愛蔵版(2015年1月) ISBN 9784569784410
- 『13カ月と13週と13日と満月の夜』 金原瑞人訳(求龍堂 2003年5月) ISBN 9784763003072 《The Stolen (2002年4月)》
- 『ボーイズ・ドリーム 世界記録をつくろう』 鈴木彩織訳(PHP研究所 2003年6月) ISBN 9784569627762 《Wilmot and Chips (1996)》
- 『チョコレート・アンダーグラウンド』 金原瑞人訳(求龍堂 2004年6月) ISBN 9784763004208（アニメ原作、 監督：浜名孝行 2009年） 《Bootleg (2003年7月)》
- 『海のはてまで連れてって』 金原瑞人訳(ダイヤモンド社 2004年7月) ISBN 9784478930526 《Sea Legs (2003年6月)》
- 『スノードーム』 石田文子訳(求龍堂 2005年1月) ISBN 4763005014 《The Speed of the Dark (2003年4月)》
- 『ミッシング森に消えたジョナ』 金原瑞人訳(竹書房 2005年8月) ISBN 9784812422953 《The Lost (2004年7月)》
- 『チェンジ! ぼくたちのとりかえっこ大作戦』 奥野節子 佐々木ひとみ共訳(ダイヤモンド社 2005年9月) ISBN 9784478930700 《The Great Switcheroonie (2005年4月)》
- 『世界でたったひとりの子』 金原瑞人訳(竹書房 2005年12月) ISBN 9784812425022 《The Hunted (2005年1月)》
  - 竹書房文庫版(2012年10月) ISBN 9784812491652
- 『ラベルのない缶詰をめぐる冒険』 金原瑞人訳(竹書房 2007年5月) ISBN 9784812429792 《Tins (2006年3月)》
  - 竹書房文庫版(2012年7月)ISBN 9784812490426
- 『ぼくらは小さな逃亡者』 奥野節子 佐々木ひとみ共訳(ダイヤモンド社 2007年5月) ISBN 9784478930816 《The Fugitives (2004年4月)》
- 『透明人間のくつ下』 金原瑞人訳(竹書房 2008年07月) ISBN 9784812435618 《The Invisible Man's Socks (2007年8月)》
- 『スキ・キス・スキ！』 田中亜希子訳(あかね書房 2011年02月) ISBN 9784251066718 《The Crush (1998年7月)》
- 『あの雲を追いかけて』 金原瑞人訳(竹書房 2012年10月) ISBN 9784812492055 《The Cloud Hunters (2012年11月)》
- 『This is the Life』 金原瑞人 中村浩美共訳(求龍堂 2014年3月) ISBN 9784763014177 《This is the Life (2014年2月)》
- 『骨董通りの幽霊省』 金原瑞人 西本かおる共訳(竹書房 2016年12月) ISBN 9784801909199 《The Ministry of Ghosts (2014年10月)》
- 『ガラスの封筒と海と』 金原瑞人 西本かおる共訳(求龍堂 2017年6月) ISBN 9784763017055 《A Message to the Sea (2016年6月)》

日本語未翻訳の作品
- Callender Hillシリーズ
  - 『Professor Sniff and the Lost Spring Breezes』(1996年8月)
  - 『The Summer Sisters and the Dance Disaster』(1996年8月)
  - 『Dr. Twilite and the Autumn Snooze』(1996年10月)
  - 『The Winter Brothers and the Missing Snow』(1996年10月)
- Sea Legsシリーズ[注 1]
  - 『Land Lubbers』(2007年4月)
- ノンシリーズ
  - 『Box 132』(1997年2月)
  - 『The Computer Wizard』(1997年7月)
  - 『Wilmot and Pops』(1998年6月)
  - 『I Was a Schoolboy Bridegroom』(2006年11月)
  - 『Canned』(2008年1月)
  - 『The Sky Run』(2013年10月)

## 関連書籍
- 子どもの本棚 2003年8月号（日本子どもの本研究会 2003年8月）ISSN 0385-0528
  - 複眼書評 『青空のむこう』《市川澄子・米田久美江、両氏による書評》
- 金原瑞人<監修>による12歳からの読書案内 海外作品（2006年12月 すばる舎） ISBN 4-88399-581-X
  - 「謎」を秘めた愛をめぐる物語 『スノードーム』
- 拝啓愛しき人へ 著名人が書いた最愛の人への手紙（2007年6月　マガジンハウス） ISBN 978-4-8387-1778-1
  - 「アレックス・シアラー様」 堀北真希/著